# يا أمي
يا أُمّي يا أُمّ الوِفَا هي أغنية للفنان سعدون جابر، من كلمات الشاعر كريم العراقي، وألحان المُلحن عباس جميل.

## قصة الكتابة
بحسب الفنان سعدون جابر تعود قصة الأغنية إلى ذات ليلة حينما كان ذاهبًا برفقة الشاعر كريم العراقي لحضور مباراة في ملعب الشعب، وفي الطريق لفت انتباهه تمثالا من عمل النحات محمد غني حكمت، لامرأة عراقية ترتدي عباءتها، تضم بيدها اليسرى طفلها الرضيع على صدرها وملتفتة على طفلها الآخر تجره بيدها، مصورا ارتباكها بطفليها وقد هبت ريح قوية، فطارت عباءتها، فنظر إلى كريم فوجده يبكي، ولما سأله عن السبب أجابه بأنه لم ير والدته منذ ستة شهور، فرد عليه سعدون «أنت قضيتك تهون أنت عندك والدة بس أنا ما عندي والدة»، وتابعا سيرهما إلى الملعب، في أثناء المباراة انشغل سعدون بمتابعتها بينما كان كريم يكتب، وبعد انتهاء المباراة ذهب سعدون إلى السيارة وقبل أن يشغل سيارته جاءه كريم وقال له قف واقرأ وكانت كلمات أغنية يا أمي يا أم الوفا.

## الكلمات
يا أمي يا أم الوفا يا طيب من الجنة
يا خيمة من طيب ووفا جمعتنا بالحب كلنا
تعلمت الصبر منك يايمة
الهوى إنتِ الهوى ومحتاج أشمه
يا أغلى وأعز مخلوق عندي
يا ماي عيوني أمي
قلب هالبحر أمي سلام وخير أمي
يا ماي عيوني أمي
وجه يمطر محنه قمر ونجوم كانه
تعرف تحمل هموم وما تعرف المنة
كبرت يا يمه والأيام تمشي
شفت ما يعادل الأم ثمن كل شي
يا يمه الشمس من تمشين تمشي
يا تربه طاهرة ودار
ربينا بحضنك صغار
المحبة تنحني وتبوس إيدك
ويصلي الوطن لعيونك يا جنه
مابين الناس أسهر يا شمعتي
تصيرين الحديث الحلو أنت
واسولف لاصدقائي شلون كنتي
تناديني حبيبي ذخر لايام شيبي
ش ما وفينا ما نقدر نجازي
أنت النهر واحنا فروع منه
يا أمي . يا أمي . يا أم الوفا

## وصلات خارجية
قصة أغنية يا أمي يا أم الوفا على يوتيوب.